# Francesc Bassols
Francesc Bassols i Urpia (1836 – 1885, Barcelona) fou un comerciant barceloní de la segona meitat del segle xix dedicat inicialment a la venda d'articles de dibuix i pintura que a poc a poc va evolucionar vers un establiment o casa d'art dedicada al negoci que actualment ocuparia qualsevol galeria d'art.
Com era habitual en aquella època, «les obres d'art eren generalment exhibides en els aparadors d'algunes botigues de marcs, com la de Josep Monter i la de Francesc Bassols». Així, el negoci inicial de "marcs i motllures" es va anar especialitzant cada vegada més fins a convertir-se en una sala d'exposicions d'art. Al costat del seu negoci al carrer d'Avinyó, el 1870 va obrir un segon negoci al mateix Carrer dels Escudillers prop de la sala Monter, el qual, segons la guia de Cornet i Mas del 1876 va anomenar com a «Galeria de cuadros al oleo modernos». L'any 1876 s'hi realitzà l'exposició més important, de la qual se'n conserva el catàleg original: més de tres centenars de pintures, dibuixos i escultures d'artistes de l'època com ara Modest Urgell i Inglada i Joaquim Vayreda i Vila, entre d'altres.
|  |

## Biografia
Francesc Bassols i Urpía va néixer a Barcelona el 1836, fill de Pere Bassols, natural de Figueres i de Rosa Urpia, natural de Barcelona, i va morir el 5 de març de 1885 a l'edat de 49 anys. Es va casar amb Leonor Alentorín, també de Barcelona, amb la qual va tenir una única filla anomenada Ramona, la qual es va casar amb Leandro Ortega i junts van seguir el negoci familiar. Finalment, Bassols va morir a causa de tuberculosi, la qual li va impedir durant els darrers anys de la seva vida treballar al capdavant de l'establiment.

## Context de l'època: els establiments d'art a finals delseglexix
Les primeres galeries d'art barcelonines no havien nascut com a tal sinó que eren botigues de marcs, normalment per a làmines, que havien anat evolucionant progressivament cap a un tipus de local en què, complementàriament a la venda principal, s'exivien primer de manera més o menys informal quadres i escultures d'artistes, molt sovint coetanis. En aquestes botigues les exposicions s'organitzaven amb la base econòmica d'accions numerades que donaven dret a diferents invitacions transferibles per a visitar-les i al sorteig de lots. Aquest sistema facilitava l'adquisició d'obres d'art per part d'aficionats no excessivament potents econòmicament.
L'activitat expositiva de Barcelona va augmentar a partir de la dècada de 1870 i va permetre que la situació de precarietat absoluta en què es trobaven les belles arts a Barcelona comencés a canviar. Els barcelonins van començar a adquirir una nova afició, la de visitar exposicions d'art. En aquest context artístic, cada cop més creixent entre la societat burgesa catalana, van sorgir noves iniciatives, com els cursos, les festes i les exposicions del Taller Embut (1865), d'on va sorgir el Centre d'Aquarel·listes de Barcelona, amb membres com Antoni Caba, Santiago Rusiñol o Ramon Casas. Altres entitats que es van sumar a aquesta nova proposta van ser el Centre de Mestres d'Obres de Catalunya, l'Ajuntament de Barcelona durant les festes de la Mercè, i la Reial Acadèmia Catalana de Belles Arts de Sant Jordi, així com empresaris particulars com ara els propietaris de l'anomenada Exposició Permanent (1868) del carrer Escudellers que llogava els espais a industrials, fabricants, fotògrafs i artístes.Amb tot, acompanyant tota aquesta varietat de propostes de caràcter puntual, van ser quatre els primers comerciants que van decidir apostar de manera ferma i continuada per la venda i exposició d'obres d'art: Josep Monter, Francesc Bassols, Francesc Vidal i Joan Baptista Parés.
"Josep Monter només tenia una persona que li pogués fer competència: en Bassols", tal com deia Eudal Canibell l'any 1884.

## Casa Bassols
Francesc Bassols obrí un comerç de marcs daurats i estampes a Barcelona l'any 1870 en el carrer Avinyó, cantonada amb el carrer de la Comtessa de Sobradiel. Molt aviat començà a exposar algunes obres de petit format dels artistes del moment en el seu local. Atès que existien pocs establiments dedicats a aquest nou negoci emergent (per exemple la Sala Parés no obrí les portes com a sala d'exposicions fins a l'any 1877), aviat començà a gaudir d'un cert èxit, tal com es veu reflectit en els esments que es fan d'alguns dels quadres exposats en els diaris de Barcelona. Fins i tot arribà a llogar un local en el Carrer Escudillers per tal de realitzar-hi una gran exposició l'any 1876. A les guies de Barcelona, el local de Francesc Bassols s'anuncia també com a "Galería de cuadros al óleo modernos".Vegem, doncs, una petita mostra d'allò que es deia a la premsa:
«Están expuestos en la tienda del señor Bassols en la calle de Aviñó, dos cuadritos del joven pintor don José Antonio Trias, representando un paisaje y una marina. Ambos están pintados con mucho esmero, en especial los celajes que están tratados con maestría. Celebramos los progresos de dicho pintor, deseando que persevere con empeño en la artística ruta que ha emprendido.»
«Establecimiento Bassols. —Un paisaje del señor Vayreda (J.) Tanto se ha extremado este artista en su estilo que hoy ni se pueden apreciar sus paisajes más que como bocetos bien impresionados.»
La malaltia de Francesc Bassols fa que els dos últims anys de la seva vida (1883-1885) li sigui impossible continuar amb el negoci, període durant el qual l'establiment va romandre tancat.
A la mort de Francesc, la seva única filla s'encarregarà del negoci encara que amb una durada breu, ja que el 1890 l'establiment ja figura com a "Antiga casa Bassols" i a la premsa (La Vanguardia) apareix Leandro Ortega com el que porta el negoci, no obstant això, la seva dona és la propietària, Ramona Basols, filla de D. Francisco.
Ramona Basols regentava també un altre petit establiment a Rambla d'Estudis número 14, encara que tanca durant l'any fiscal 1895-1896 traslladà totes les seves existències al ja prestigiós establiment del carrer Avinyó:
«El acreditado establecimiento «El Marco Moderno», Rambla de Estudios, 14, que tanto llama la atención por las notables pinturas que continuamente expone, dentro pocos días trasladará todas sus artísticas existencias, en la tan conocida y antigua casa Bassols, calle de Aviñó, 25, esquina con Condesa Sobradiel.»
Aquest trasllat suposà un nou impuls per a l'establiment i pel negoci de la venda i exposició d'obres d'art, que havia anat empitjorant des de la mort de l'amo Francesc Bassols. A partir de l'any 1885 no trobem més indicis ni esments a la premsa que publicitin l'establiment, excepte algun esment anunciant grans liquidacions, rebaixes en les que es diu que tenen els preus més barats de Barcelona. En canvi, no tenim cap més notícia sobre els quadres que s'exposen o sobre la possibilitat de noves exposicions futures, fet que ens fa pensar en un possible tancament del negoci a principis dels anys 90.

## Exposició de 1876

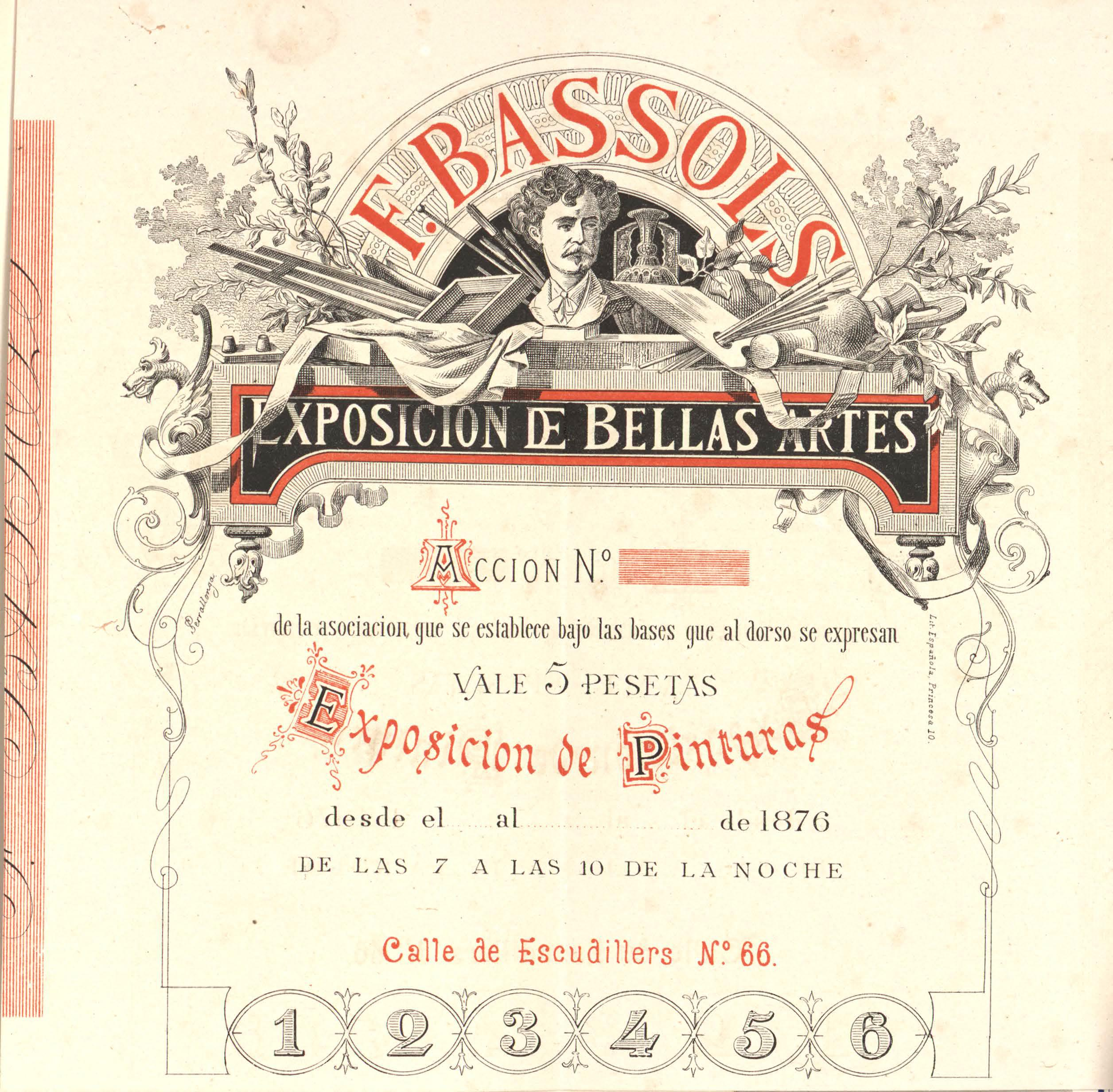
Catàleg de l'exposició de l'establiment F. Bassols de l'any 1876.

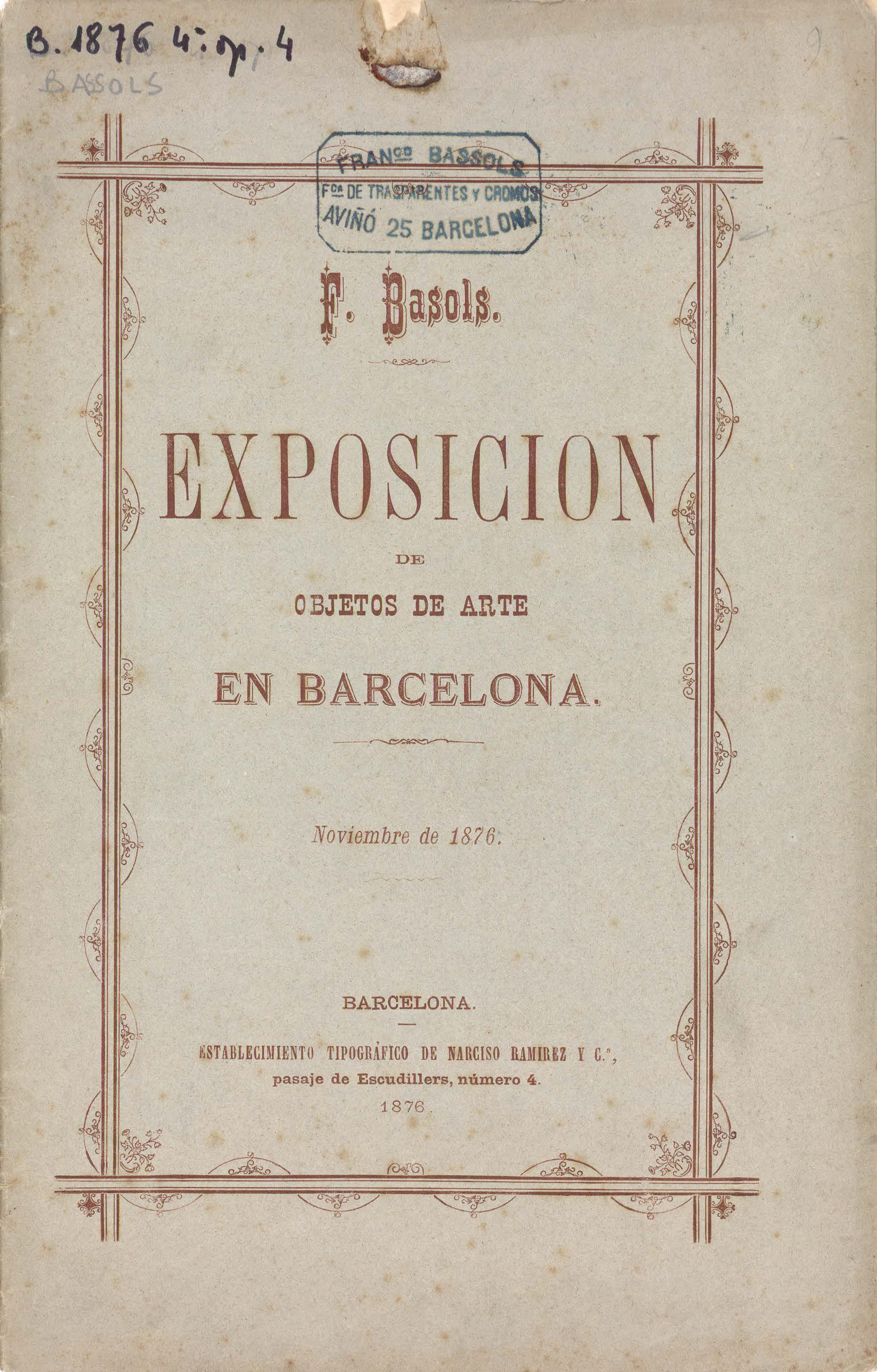
Portada del catàleg de l'exposició de 1876, establiment F. Bassols.

A l'establiment Bassols, com en d'altres de les mateixes característiques, s'hi combina la venda de gravats, obres de petit format, esbossos, o fotografies de manera més o menys regular, amb exposicions més destacades i de caràcter temporal, entre les quals trobem l'exposició de 1876. Aquesta exposició mostra els artistes de l'escena catalana del moment que buscaven nous espais de caràcter privat per tal d'exposar i vendre les seves obres que es trobaran entre el realisme anecdòtic o costumista amb obres de caràcter més romàntic (marines, postes de sol, estudis del natural, etc.).
A l'exposició trobem un gran nombre d'obres de petit format, molts temes paisatgístics, tant escenes urbanes (com el Pla de la Boqueria d'Achille Battistuzzi) com rurals i de caràcter potser més romàntic i idealitzant (paisatges de Ramón Martí Alsina, de Torrecasana, de Marià Vayreda o de Modest Urgell). Molts d'ells, doncs, s'acostaven clarament al gust burgés del moment que trobava en aquestes primeres galeries d'art l'oportunitat de comprar obres a preus que variaven molt: des de 10 pessetes a 300 o fins a 700 pts. L'exposició és molt similar a la que es realitzà a l'establiment de Josep Monter al mateix any, on fins i tot trobem algunes obres iguals.
Entre els artistes més importants del moment trobem Simó Gómez del qual s'exposaren 8 quadres entre els quals en trobem un titulat Terzetto. En un article sobre la mort prematura de Gómez s'explica que: 
«en la Exposició Bassols, en 1876, cridá poderosament l'atenció de la critica y dels artistes, contribuhint en gran manera á favorir la ja envejable reputació de son autor.»
Així doncs, paral·lelament a les galeries privades, van apareixent els primers crítics d'art (Josep Puiggarí, Apel·les Mestres o Francesc Miquel i Badia) que influiran estretament en la recepció de les obres i en el grau d'èxit dels artistes o la projecció internacional juntament amb el feina dels marxants d'art.
Identificar les obres que s'exposaren és de gran dificultat, ja que no estan datades, no hi ha el nom de l'autor complet i els títols molt sovint són genèrics (paisatge, aquarel·la, marina, etc.) o inexactes. D'entre els autors que varen exposar destaquen:
- Achille Battistuzzi

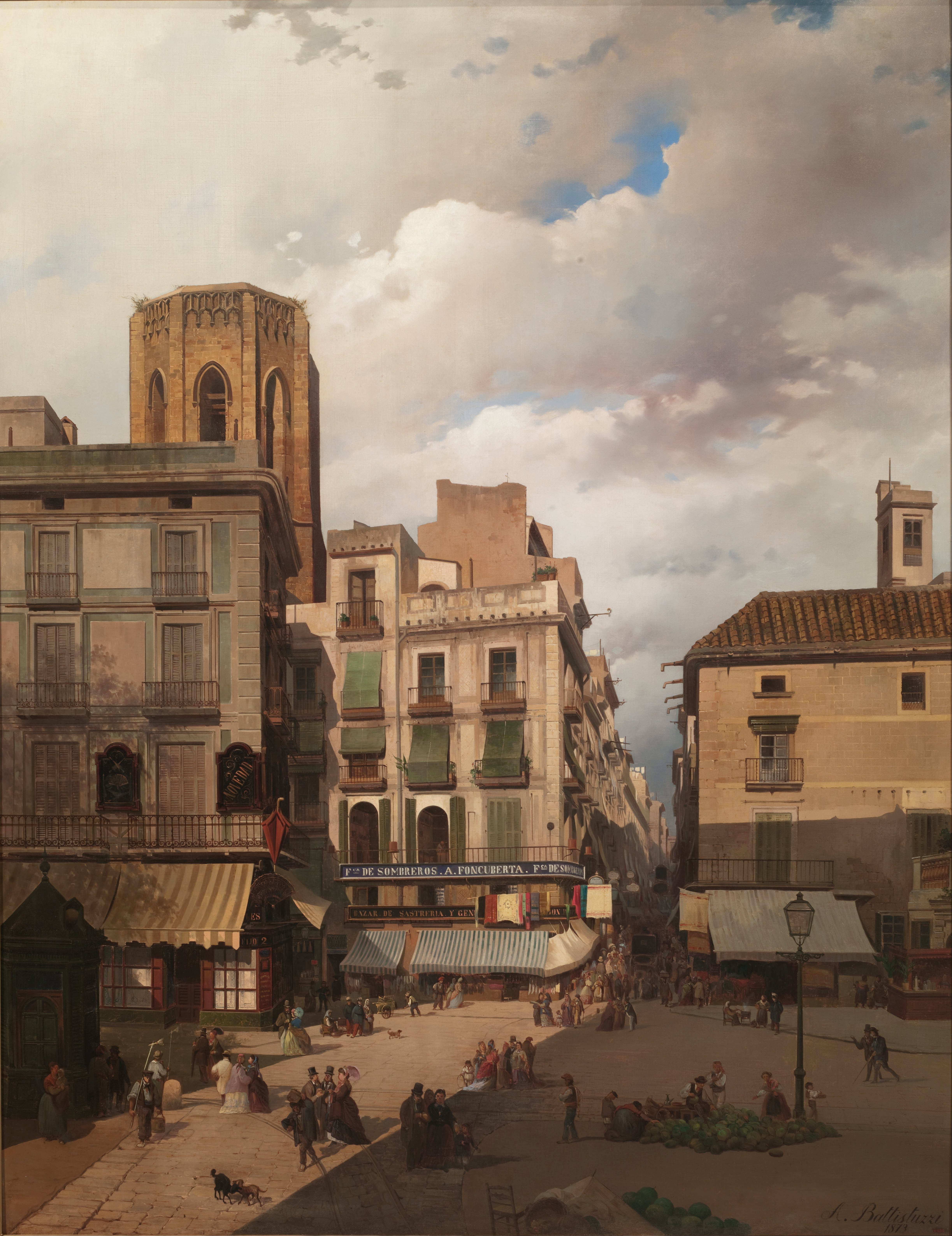
Achille Battistuzzi, Pla de la Boqueria, 1873.

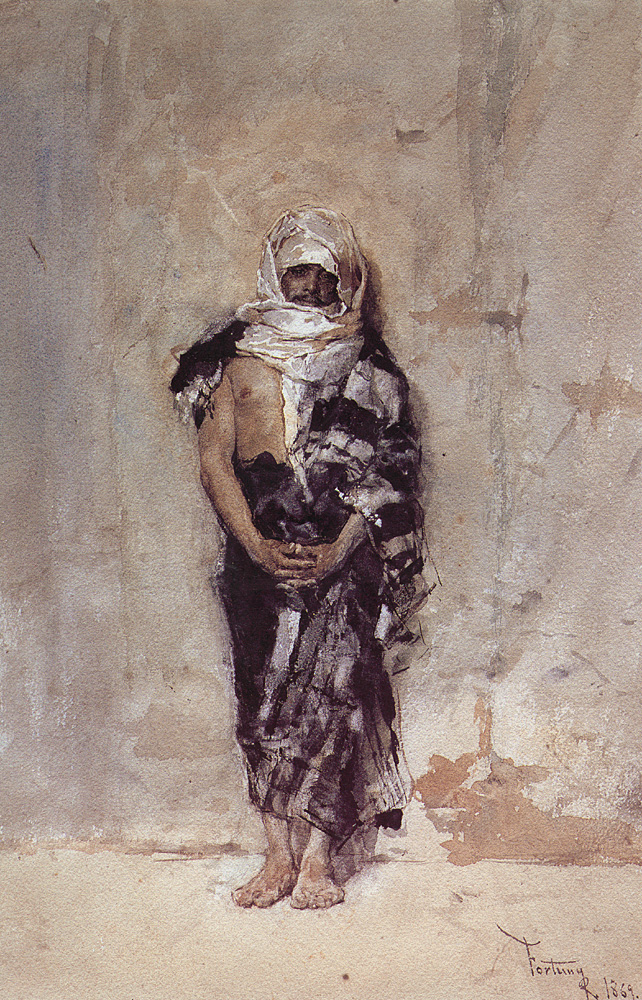
Marià Fortuny, un marroquí, 1869.

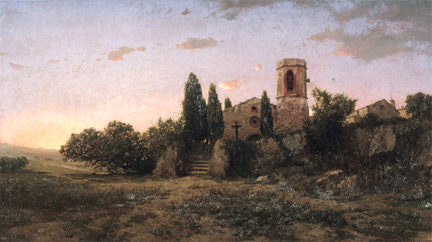
Modest Urgell, El toc d'oració, 1876.

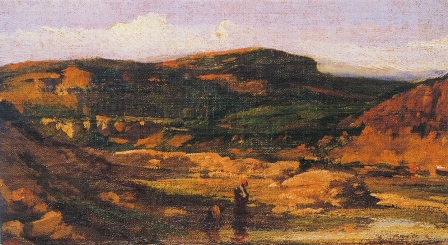
Ramon Martí Alsina, Paisatge.

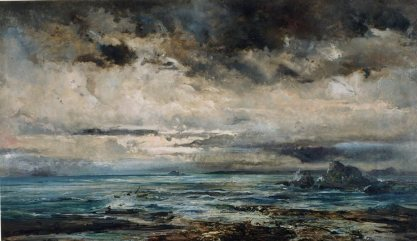
Ramon Martí Alsina, Mar Tempestuós, entre 1875 i 1884.

  - Interior de Sta. Maria, Barcelona, aquarel·la
  - Un carrer del Putxet
  - Interior de la catedral, Barcelona, aquarel·la
  - Una iglesia, aquarela
  - Pla de la Boqueria

- Borrás
  - El descanso del Torero
  - El gaitero
  - Ensayo d'una orquesta
  - Murciano
  - Picador montado

- Francesc Torrecasana
  - Embarque de los voluntarios
  - Dos paisatges**
  - Unes gallines, esbós

- Hispaleto
  - Torero y maja
  - El niño cura
  - Un torero
  - 16 aquarel·les

- Joaquim Vayreda
  - Tipos andaluces
  - País

- Josep Armet i Portanell
  - El viático
  - El modelo

- Marià Fortuny
  - Dibuix al llapis
  - Un moro, còpia
  - Ángel guardián

- Modest Urgell
  - Antes de la tormenta
  - Paisaje, camino de Sarriá
  - Tres obres titulades Un carrer
  - Diversos paisatges sense especificar
  - Interiors
  - Una hermita de Toledo
  - Un día de lluvia
  - La fira de Nadal

- Pere Borrell del Caso
  - Tres natures mortes
  - El gavilán
  - Virgen de la Silla
  - Virgen del Ausilio

- Ramon Amado i Bernadet
  - Plaça d'Argentona, aquarel·la

- Ramón Martí Alsina
  - Diversos paisatges i marines sense identificar
  - El lago de los cisnes
  - Una pagesa
  - Un carrer de Montmeló

- Ramon Tusquets
  - Tres paisatges
  - La siega
  - Alrededores de Gerona

- Simó Gómez
  - Penas de amor
  - Una niña
  - El estudiante
  - Las barricadas
  - Una carabana [sic]
  - Terzetto [sic]
  - Els jugadors, esbós